# ابرنواختر

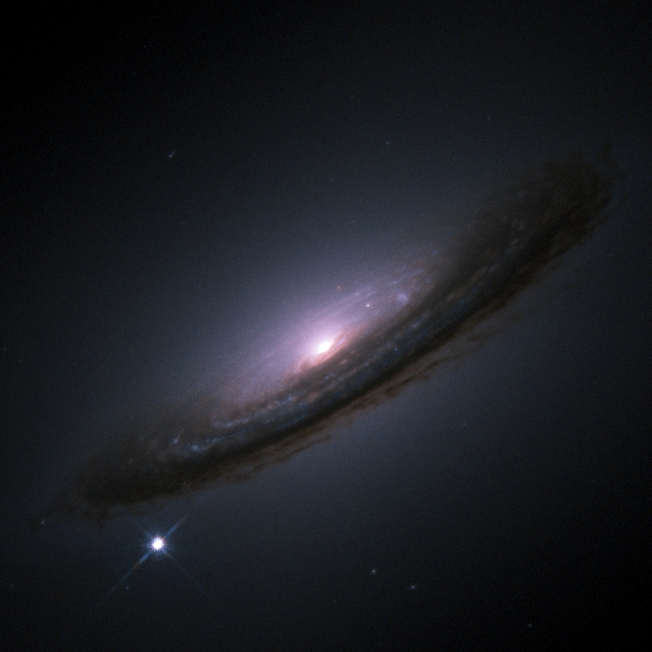
اَبَر نو اختر SN1994D به صورت ستاره‌ای درخشان در گوشهٔ پایین سمت چپ تصویر، نور افشانی می‌کند!

اَبَرنُواَختَر یا سوپِرنوا (به انگلیسی: Supernova) یک انفجار عظیم و درخشان ستاره‌ای است. این انفجار زمانی رخ می‌دهد که یک ستارهٔ پرجرم در حال مرگ، شروع به خاموش شدن می‌کند. آن گاه به‌طور ناگهانی منفجر شده و مقدار بسیار زیادی نور تولید می‌کند. انهدام انفجاری ستاره به آنچه ابرنواختر نامیده می‌شود، می‌انجامد (که بسیار نورانی‌تر از نواختر است) و باقیمانده ستاره را به صورت یک تپ‌اختر (پالسار)، یا ستاره نوترونی یا شاید سیاهچاله برجای می‌گذارند.
طی این انفجار، ستاره، مادهٔ خود را به سوی فضا پرتاب می‌کند و ممکن است درخشندگی آن، به مدت چند روز، از درخشندگی کل یک کهکشان هم بیشتر باشد. هنوز هم می‌توان بقایای درخشان ستاره‌های منفجر شده را (که صدها یا هزاران سال پیش از هم پاشیده‌اند) مشاهده کرد.
ابرنواخترها به قدری درخشان هستند که حتی یکی از همین ابرنواخترها در گذشته، در چین و در روز با چشم غیر مسلح مشاهده شده است.
در کهکشان خودمان به‌طور میانگین در هر قرن یک یا دو ابَرنواختری رخ می‌دهد که برخی از آن‌ها نیز در پسِ غبارِ کهکشان پنهان می‌شوند. آخرین ابَرنواختر قطعی که در راه‌شیری دیده‌شد، ابرنواختر کپلر در سال ۱۶۰۴ میلادی بود. اما اخترشناسان (به‌ویژه رصدگران آماتور) تعداد بسیار بیشتری را در دیگر کهکشان‌ها یافته‌اند.

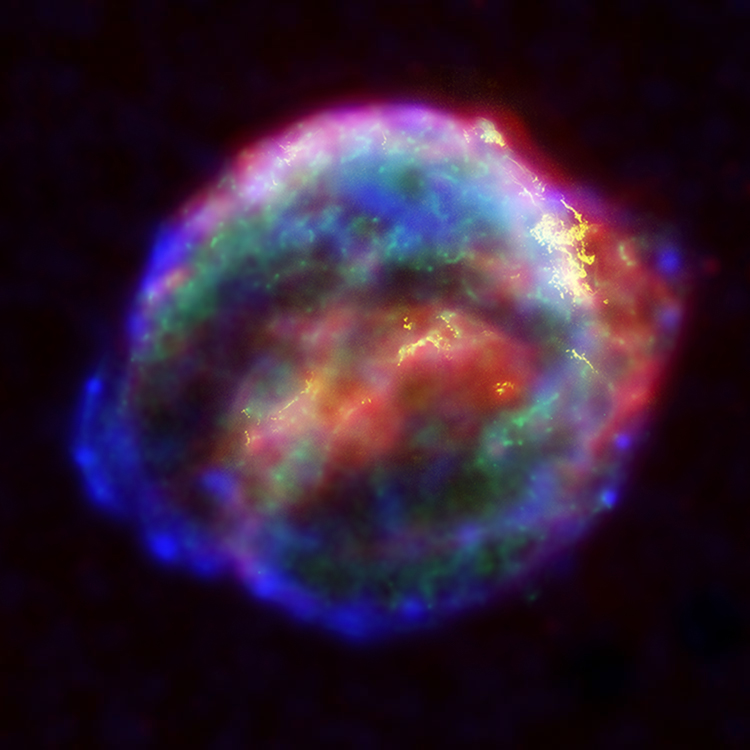
تصویر پرتو ایکس دارای چند طول موج از باقی‌مانده ابرنواختر کپلر به نام اس‌ان ۱۶۰۴، تهیه‌شده در تلسکوپ فضایی چاندرا.

## رُمبش یک ستاره
وقتی ستاره‌ای پرجرم تر از حدود ۸ برابر خورشید، ذخیرهٔ هیدروژن خود را به پایان می‌رساند، منبسط شده و به یک ابرغول سرخ تبدیل می‌شود.
ابرغول‌ها (برخلاف غول‌ها) در درون، به حد کافی گرمند و می‌توانند کربن و اکسیژن ِ حاصل از هلیوم‌سوزی را نیز به جای سوخت مصرف و عناصر سنگین‌تری تولید کنند.
ابرغول‌ها می‌توانند عناصری به سنگینی آهن تولید کنند.

## رده‌بندی ابرنواخترها

### بر پایهٔ نحوهٔ تشکیل
ابرنواخترها بر پایهٔ نحوهٔ تشکیل به دو دستهٔ کلی تقسیم می‌شوند:

#### گونهٔ دوم
ابرنواخترهای با هسته رمبنده می‌باشند که در حقیقت ستاره‌های پُر جرمی هستند که سوخت هسته‌ای درونشان به اتمام رسیده است و با توجه به اینکه جرم هسته به ماوراء حد چاندراسخار یعنی بسیار بیشتر از ۱/۴ برابر جرم خورشید می‌رسد انقباض هسته تا رسیدن به فشار تبهگنی نوترونی و در واقع تبدیل شدن ستاره به یک ستاره نوترونی ادامه پیدا می‌کند و در نتیجه مواد در لایه‌های بالایی جو ستاره به شکل انفجار مهیب به بیرون پرتاب می‌شوند.

#### گونهٔ اول
انفجار ابرنواختری نوع اول، در ستاره‌های دوتایی بسیار نزدیک رخ می‌دهد که در آن جرم ستاره کوتوله سفید به‌دلیل جاری شدن مواد از ستاره همدم به سوی آن از حد چاندراسخار بیشتر می‌شود و به علت جرم زیاد کوتوله سفید، کوتوله بر خود فرو می‌ریزد و ابرنواختر به وجود می‌آید.
| حد چاندراسخار |
| --- |
| جرم یک ستاره کوتوله سفید نمی‌تواند از ۱٫۴ جرم خورشیدی، که اکنون با نام حد چاندراسخار شناخته می‌شود (به نام منجم هندی سوبرامانیان چاندراسخار نامیده شده است)، بیشتر باشد. ستاره‌هایی که جرم هستهٔ شان از این حد بیشتر باشد در انتها به ستاره نوترونی یا سیاهچاله تبدیل می‌شوند. |

### بر پایهٔ وجود هیدروژن
انفجار ستاره‌ای که در آن کل ستاره تحت تأثیر قرار می‌گیرد. به دنبال انفجار درخشندگی ستاره حتی به اندازه ۲۰ قدر می‌تواند درخشان تر شود. ابرنواخترها با توجه به بودن یا نبودن هیدروژن در طیفشان به دو دسته یعنی ابرنواختر نوع یک و نوع دو تقسیم می‌شوند. ابرنواخترهای نوع یک (Type I) نشانی از وجود هیدروژن در طیفشان ندارند درحالی‌که ابرنواخترهای نوع دو (Type II) دارند. در حال حاضر می‌دانیم که دلیل اصلی انفجار بودن یا نبودن هیدروژن نیست بنابراین دسته‌بندی‌های جدیدی تعریف شده‌اند. دو مدل برای توجیه انفجار وجود دارد.
در مدل اول، ابرنواخترهای با هسته رمبنده می‌باشند که در حقیقت ستاره‌های پُر جرمی هستند که سوخت هسته‌ای درونشان به اتمام رسیده است و با توجه به اینکه جرم هسته به ماوراء حد چاندراسخار می‌رسد انقباض هسته تا رسیدن به تبهنگی نوترونی و در واقع تبدیل شدن ستاره به یک ستاره نوترونی ادامه پیدا می‌کند و در نتیجه این وضعیت مواد ستاره در لایه‌های بالایی جو به بیرون پرتاب می‌شوند. در مدل دوم ابرنواختر در ستاره‌های دوتایی بسیار نزدیک رخ می‌دهد که در آن جرم ستاره کوتوله سفید به دلیل جاری شدن مواد از ستاره همدم به سوی آن از حد چاندراسخار بیشتر می‌شود و کوتوله سفید نمی‌تواند جرم خود را تحمل کند و ابرنواختر به وجود می‌آید.

## انواع ابرنواختر

نمودار روشنایی-زمان برای گونه Ia SN 2018gv

لایه‌های یک ستاره بزرگ و تکامل یافته درست پیش از فروپاشی هسته (مقیاس رعایت نشده است)

### نوع Ia
ابرنواخترهای نوع Ia در تمام کهکشان‌ها وجود دارند اما در بازوهای مارپیچی کهکشان‌های مارپیچی کمتر به چشم می‌خورند. این ابرنواخترها دارای عناصری مانند منیزیم، سیلیکون، گوگرد و کلسیم هستند که در زمان حداکثر روشنایی در طیف آشکار می‌شوند و بعد از گذشتن از حال حداکثر روشنایی با کاهش نور، آهن نیز در طیف آن خودنمایی می‌کند. نمودار نور این‌گونه ابرنواخترها طی حدود دو هفته افزایش روشنایی را نشان می‌دهند و پس از آن با کاهش روشنایی طی چند ماه روبرو می‌شود. پنداشت بر این است که ابرنواخترهای نوع Ia ناشی از انفجار به دلیل انتقال جرم بین ستاره‌ای پیر با عمر زیاد و یک کوتوله‌ی‌سفید در یک ستاره دوتایی بسیار نزدیک به هم باشند.

### نوع Ib و Ic
ابرنواخترهای نوع Ib و Ic فقط در بازوهای کهکشان‌های مارپیچی رخ می‌دهند. هر دو گونه نشانه‌هایی از اکسیژن، منیزیم و کلسیم بعد از حداکثر نورانیت در طیفشان دارند. علاوه بر آن ابرنواخترهای گونه Ib در نزدیکی حداکثر نورانیت نشانه‌هایی از وجود هلیم در طیفشان دارند. منحنی نوری هر دو گونه Ib و Ic مانند گونه Ia می‌باشد، ولی با این تفاوت که در زمان حداکثر درخشندگی آن‌ها، درخشندگی آن‌ها کمتر از نور ابرنواخترهای گونه Ia می‌شود. دو گونهٔ Ib و Ic معمولاً چشمهٔ امواج رادیویی هم می‌باشند، در حالی که ابرنواخترهای Ia دارای چنین خاصیتی نیستند. تصور بر این است که ابرنواخترهای گونه Ib و Ic ناشی از انفجار در ستارگان پر جرمی باشند که محتوای هیدروژنی شان به اتمام رسیده و در گونهٔ Ic محتوای هلیومی نیز به اتمام رسیده باشد.

### نوع II
ابرنواخترهای نوع II در کهکشانهای بیضوی به چشم نمی‌خورند، اما به جای آن در بازوهای کهکشان‌های مارپیچی و گاهی در کهکشان‌های نامنظم به چشم می‌خورند. این ابرنواخترها طیف معمولی مانند بقیه ستاره‌ها از خود نشان می‌دهند. منحنی نور این ابرنواخترها طی حدود یک هفته به حداکثر می‌رسد، برای حدود یک ماه تقریباً ثابت می‌ماند، و سپس طی چند هفته ناگهان کاهش می‌یابد و طی چند ماه در همین وضعیت با نور ناچیز باقی می‌ماند. تصور بر این است که این‌گونه ابرنواخترها نتیجهٔ انفجار در هستهٔ یک غول سرخ با یک گسترهٔ پرجرم باشند.

## رویدادهای پس از انفجار

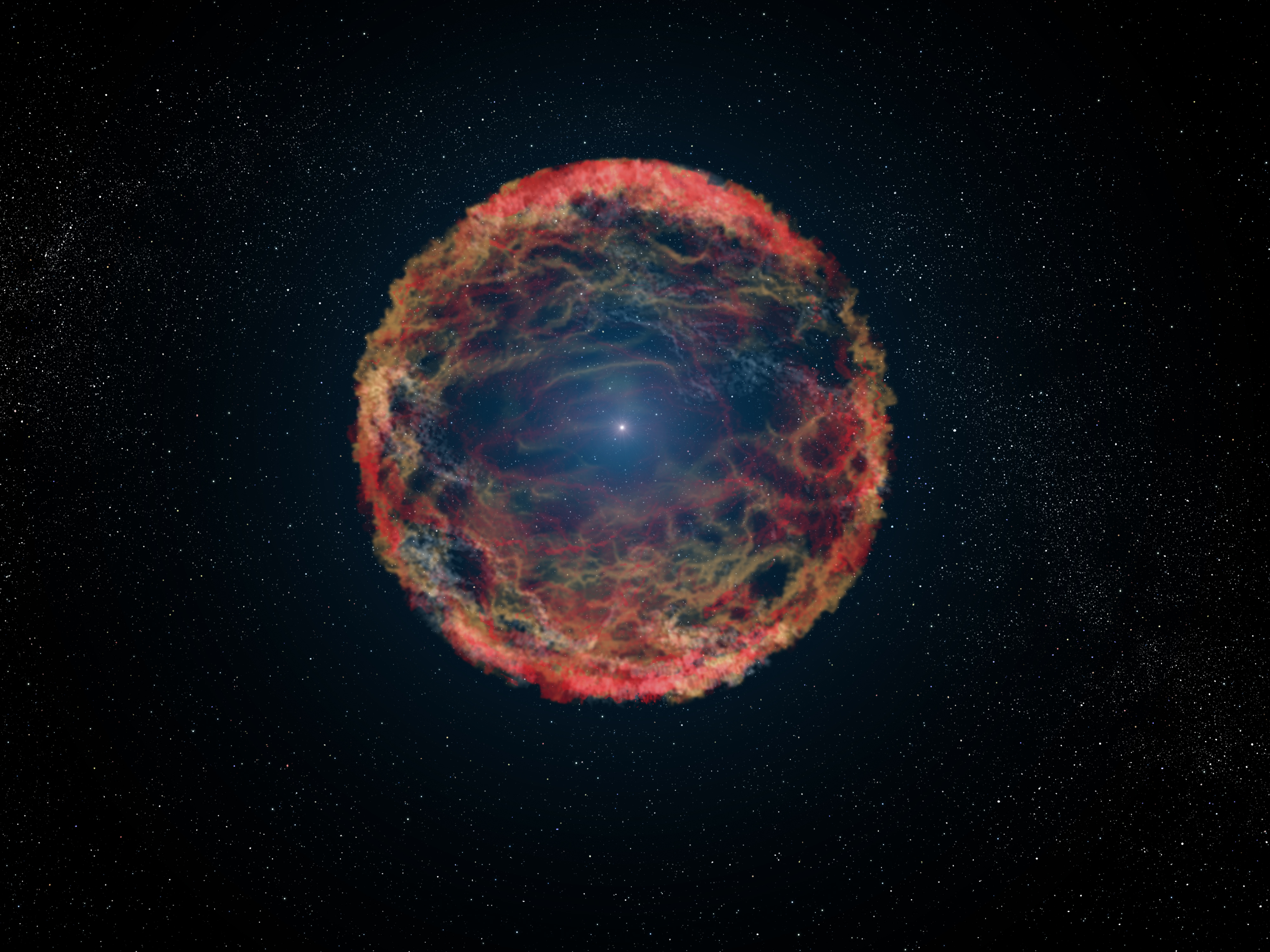
برداشت هنرمند از ابرنواختر 1993J

به دنبال انفجار ابرنواختری یک ستاره نوترونی به وجود می‌آید که احتمال دارد در مرکز پوششی کروی از ابر باشد که این ابر همان مواد ستاره است که به بیرون پرتاب شده‌اند. این سحابی، باقیمانده ابرنواختری (Supernova remnant) نام دارد. باقیمانده‌های ابرنواختری که یک تپنده در میان آن است سحابی باد تپ اختر (Pulsar wind nebula یا به‌طور مخفف Plerion) نامیده می‌شود.

## تعداد ابرنواخترها
آهنگ مشاهدهٔ ابرنواختر در یک کهکشان معمولی در حدود یک ابرنواختر در صد سال است و در کهکشانهایی که از لبه دیده می‌شوند به دلیل غبارهای تیره‌کننده بسیار کم هستند. در هزاره گذشته تنها پنج ابرنواختر در کهکشان راه شیری مشاهده شده‌اند به علاوهٔ ابرنواختر SN ۱۹۸۷ که در ابر ماژلانی بزرگ روی داد. با آمدن فناوری سی سی دی به میان اخترشناسان آماتور همواره بر تعداد اَبَر نواخترهایی که در دیگر کهکشانها کشف می‌شوند افزوده شده است. تلسکوپ‌های خودکار نیز که با هدایت رایانه به‌طور اتوماتیک به عکسبرداری ومقایسهٔ عکس‌ها از هزاران کهکشان طی یک شب می‌پردازند کمک بزرگی به کشف ابرنواخترها کرده‌اند. 

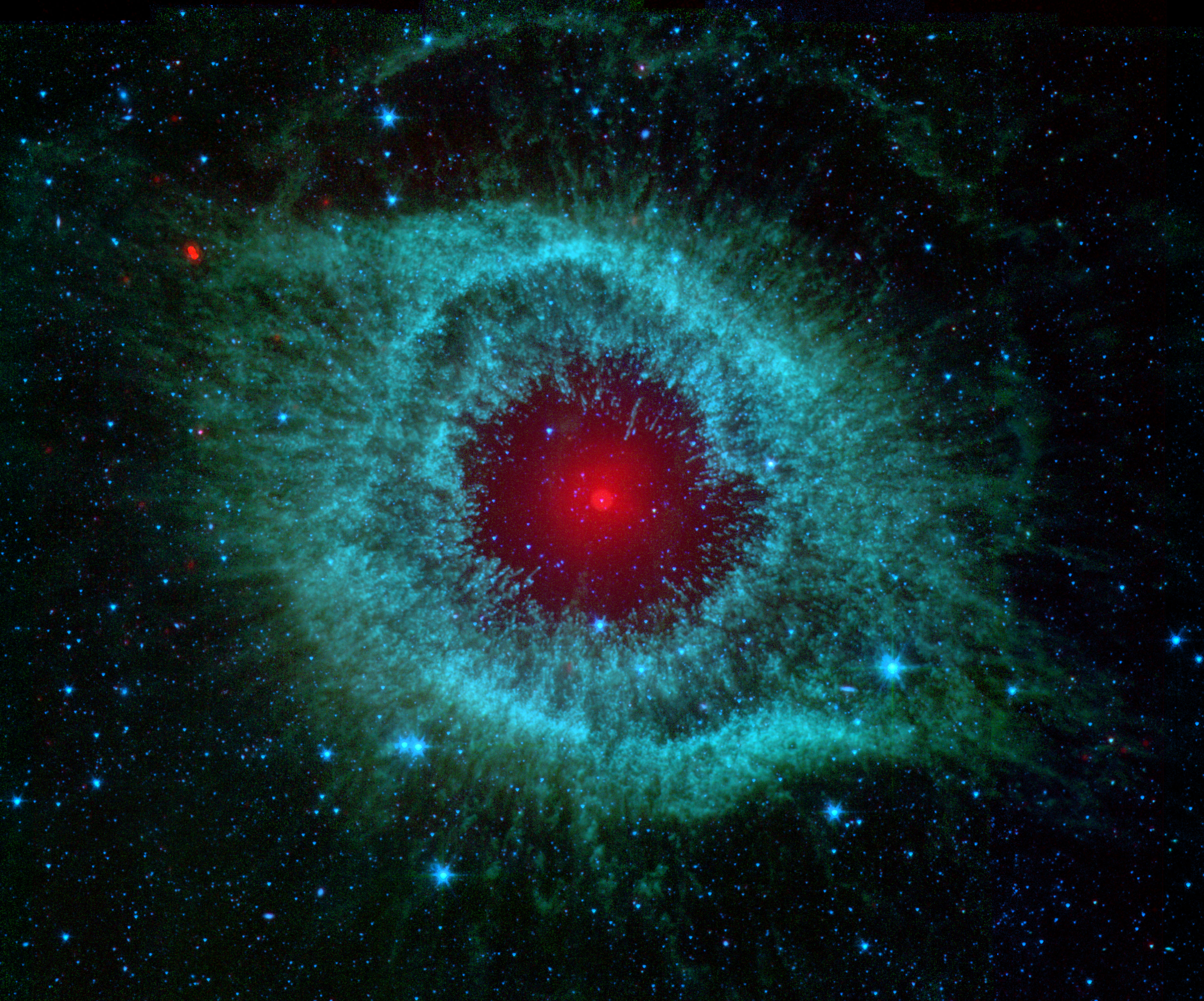

## ابرنواختر ۱۰۵۴
ابرنواختر سال ۱۰۵۴ به عنوان منشأ سحابی خرچنگ در صورت فلکی گاو توسط ادوین هابل معرفی شده است. مانند دو ابرنواختر سال ۱۰۰۶ و ۱۱۸۱ این ابرنواختر نیز توسط اخترشناسانی از مشرق‌زمین ثبت شده بود. اخترشناسانی از چین، شبه‌جزیرهٔ کُره، جغرافیای اسلام و اروپا در ثبت این ابرنواخترها سهم داشته‌اند. نشانه‌هایی از ابرنواختر سال ۱۰۵۴ در نقاشی‌هایی در قارهٔ آمریکا به چشم می‌خورند.

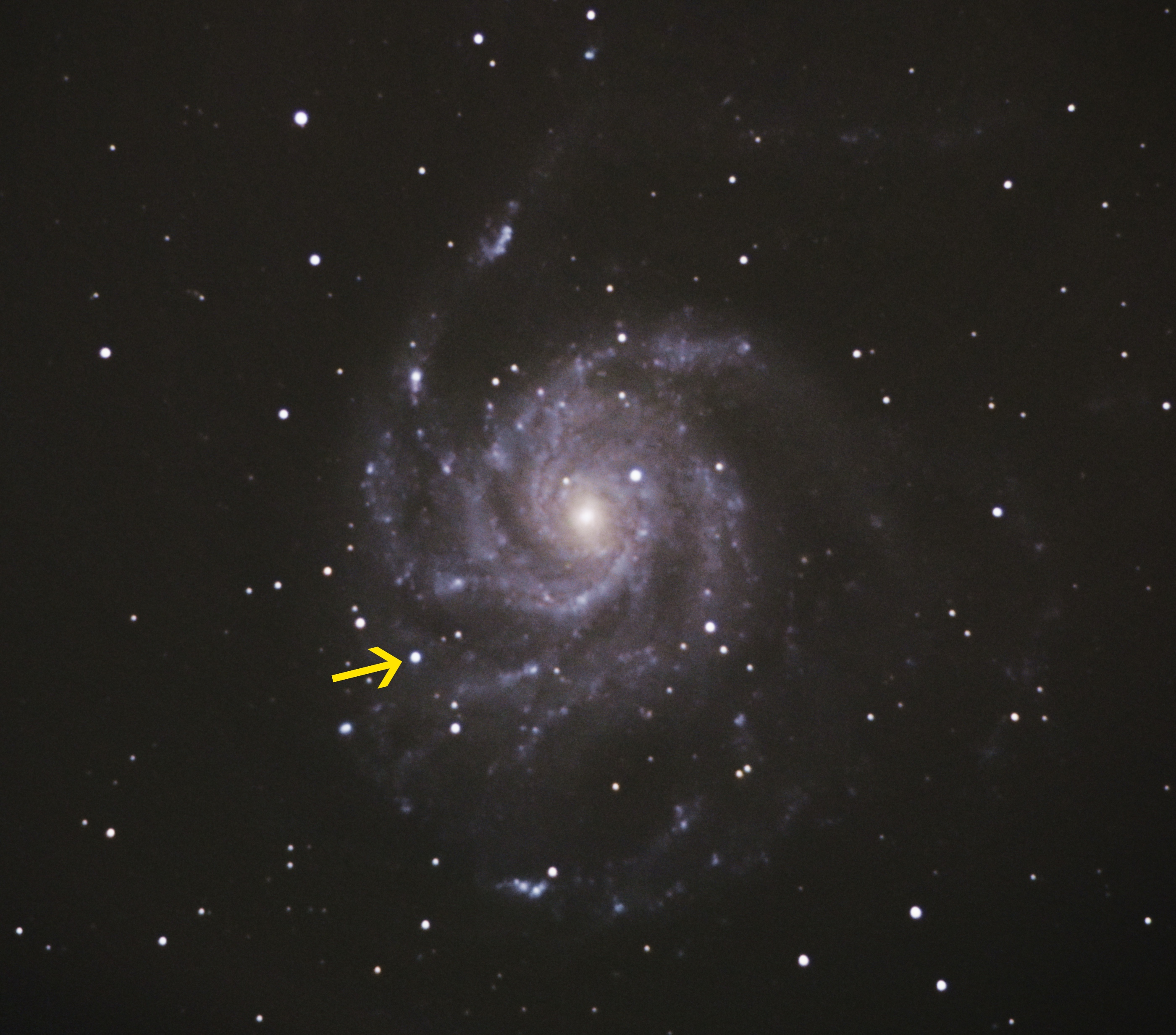
مکان ابرنواختر اس‌ان ۲۰۱۱اف‌ای در پایین سمت چپ تصویر

## ابرنواخترهای بعد از سدهٔ ۱۵
ابرنواختر سال ۱۵۷۲ با دقت توسط تیکو براهه رصد شده است. او به ثبت موقعیت و تغییرات درخشندگی آن به‌طور روزانه پرداخت. او متوجه شد که با وجود گردش زمین هیچ اختلاف منظری وجود ندارد بنابراین این جرم باید ماوراء مدار ماه باشد. حرکت نکردن این جرم طی ۱۸ ماه که ناپدید شد نشان می‌داد که مدار آن باید ماوراء مدار سیارهٔ کیوان باشد (در آن زمان دورترین سیارهٔ شناخته‌شده کیوان بود). این مشاهدات آن را در میان بقیهٔ ستارگان آسمان قرار داد. ابرنواختر سال ۱۶۰۴ با نام ستارهٔ کپلر شناخته می‌شود گرچه او نخستین نفری نبود که آن را مشاهده می‌کرد. نشانه‌هایی وجود دارد که در سال ۱۶۸۰ نیز ابرنواختری در صورت فلکی ذات‌الکرسی وجود داشته است. تودهٔ ابری بزرگ و در حال گسترش در این منطقه وجود دارد که دارای تابش قوی امواج رادیویی نیز می‌باشد این سحابی با نام ذات‌الکرسی آ شناخته می‌شود. هیچ انفجار نوری از این انفجار گزارش نشده است. امکان دارد ستاره قبل از انفجار لایه‌های بیرونی خود را پرتاب کرده باشد یا اینکه انفجار آن ضعیف بوده است. جدیدترین ابرنواختر کشف‌شده اس‌ان ۲۰۱۱اف‌ای است.

## ستارگانی که به زودی ابرنواختر خواهند شد
ستارهٔ شبان‌شانه در فاصلهٔ ۶۴۰ سال نوری و قلب عقرب در فاصلهٔ ۶۰۳ سال نوری از مشهورترین ستارگانی هستند که به زودی تبدیل به ابرنواختر خواهند شد. این اتفاق ممکن است همین امشب یا صد هزار سال آینده بیفتد و در صورت وقوع این اتفاق نور آن‌ها در شب قابل مقایسه با ماه خواهد بود.

## کشف اولین ابرنواختر توسط تلسکوپجیمز وب
دوربین نزدیک به فروسرخ تلسکوپ جیمز وب تنها چند روز پس از آغاز عملیات‌های علمی یک شیء پرنور غیرمنتظره را در کهکشانی به نام SDSS.J141930.11+5251593 در فاصله ۳ تا ۴ میلیارد سال نوری زمین مشاهده کرد. نور این شیء ظرف پنج روز کاهش یافت تا دانشمندان را با این نظریه روبرو سازد که با یک ابرنواختر مواجه هستند. آن‌ها با مقایسه این نور با داده‌های آرشیوی تلسکوپ هابل تأیید کردند که این شیء جدید است. ابرنواختری که اکنون توسط جیمز وب مشاهده شده، مرگ ستاره‌ای با عمر ۳ تا ۴ میلیارد ساله را نشان می‌دهد، اما در آینده می‌توان به رصد ستاره‌های قدیمی‌تر امیدوار بود. «مایک وب»، رهبر تیم این تلسکوپ دربارهٔ رصد این ابرنواختر گفت: «فکر می‌کنیم که ستارگان در چند میلیون سال اول جهان، برخلاف ستارگانی که الان داریم، تقریباً به‌طور کامل از هیدروژن و هلیوم ساخته شده بودند. اندازه آن‌ها غول‌آسا بوده – ۲۰۰ تا ۳۰۰ برابر خورشید ما – و مطمئناً زندگی کوتاهی داشته‌اند.»